# Teater Kennedy
Teater Kennedy är en fristående teatergrupp i Helsingfors vars stomme består av skådespelarna Niklas Häggblom och Anders Slotte. 
Mest känd är gruppen för sin uppsättning Två män i ett tält i två delar, till Anders Larssons text. Första delen, som behandlade 30-årskrisen och blev något av en kultpjäs för "äldre ungdom" hade urpremiär på Svenska Teaterns stora scen 1994. Del två hade sin urpremiär på Betania 2004 och visades 2005 också på Svenska Teaterns miniscen. I den andra delen träffas Vingle och Erbarmar tio år senare igen i sitt tält ute i det fria i fyrtioårskrisens tecken. Första delen regisserades av Dick Idman, den andra av Hellen Willberg. Teater Kennedy satte 1993 upp Kontrabasen med Niklas Häggblom i den enda rollen.